# Concordantie van Strong

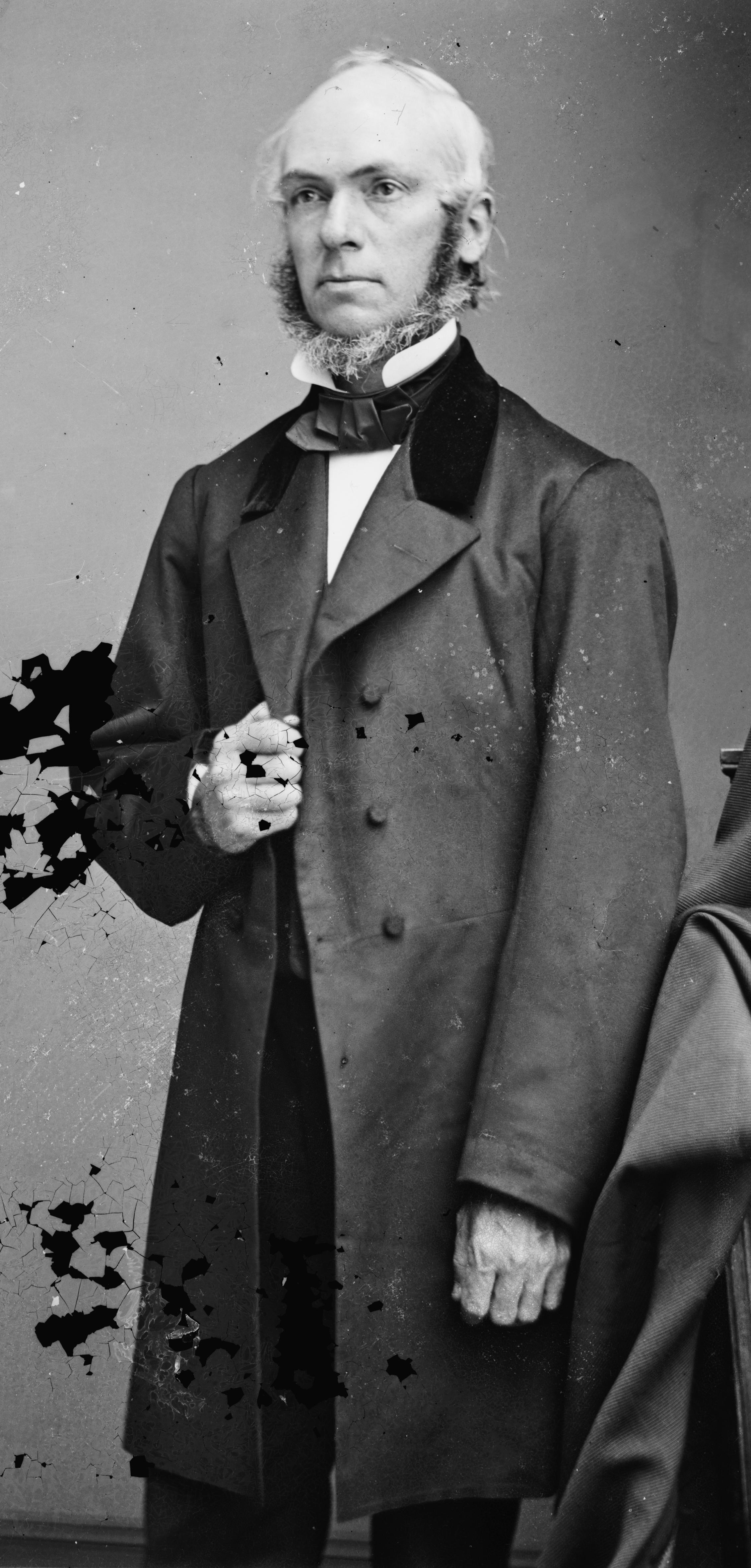
James Strong.

De concordantie van Strong (Strong's Exhaustive Concordance of the Bible) is een speciale concordantie die voor het eerst verscheen in 1890. De concordantie was na jarenlange arbeid samengesteld door James Strong. De concordantie maakt gebruik van de King Jamesvertaling van de Bijbel in combinatie met de Griekse en Hebreeuwse grondtekst. Om deze concordantie te kunnen maken heeft James Strong eerst alle Hebreeuwse en Griekse woorden uit de grondtekst lexicaal gegroepeerd, in alfabetische volgorde geplaatst en van een volgnummer voorzien. Vervolgens heeft hij een normale concordantie gemaakt van de King James Version. Het bijzondere van de concordantie van Strong is dat hij in zijn concordantie een stap verdergaat door ook na te gaan welke Griekse en Hebreeuwse woorden ten grondslag liggen aan de Engelse vertaling. Dit geeft hij aan in zijn concordantie door het volgnummer van het Griekse en Hebreeuwse woord achter het Engelse woord te plaatsen. Hierdoor kan de gebruiker direct zien of aan een bepaald Engels woord dat gebruikt wordt in de King James Version mogelijk verschillende Hebreeuwse of Griekse woorden ten grondslag liggen. Door achter in de Concordantie van Strong lexicons te plaatsen waarin de nummers terug te vinden zijn kan de gebruiker ook ontdekken wat de globale betekenis is van het Grieks en Hebreeuws. James Strong maakt hiermee een verbinding tussen de Bijbelvertaling en de oorspronkelijke grondteksten.
Het Hebreeuwse Lexicon bevat de 8674 Hebreeuwse woorden die gebruikt worden in het Oude Testament en de Griekse Lexicon bevat 5523 Griekse woorden die gebruikt worden in het Nieuwe Testament. Doordat bij het rubriceren van woorden uit het nieuwe testament een paar fouten zijn gemaakt worden de nummers 2717 en 3203-3302 niet gebruikt voor het Grieks.
De nummers van Strong hebben in de praktijk verschillende benamingen gekregen. We spreken in dit verband van Strong's nummers en van Strong-coderingen.
In de loop van de twintigste eeuw zijn ook anderen gebruik gaan maken van deze Strong-coderingen. Zo verschenen in het Engelse taalgebied ook andere Lexicons en Woordenboeken die de Strong-coderingen gingen toevoegen. Heel bekend werd de Green's Interlinear Bible. Deze Bijbelvertaling plaatste de Engelse Bijbeltekst (voorzien van Strong-coderingen) naast de Griekse en Hebreeuwse tekst (eveneens voorzien van Strong-coderingen).
In het Nederlandse taalgebied verscheen in 1994 voor het eerst een bijbel die voorzien is van Strong-coderingen. De eerste publicatie was een elektronische publicatie voor het softwareprogramma Online Bijbel. In dit programma werd zowel de Statenvertaling als ook de NBG-vertaling uit 1951 voorzien van Strong-coderingen. Ook werden speciaal voor dit programma Lexicons ontwikkeld. Het geheel verscheen later ook in druk in vier delen (Oude testament met Strong-coderingen, Nieuwe Testament met Strong-coderingen, Hebreeuws-Nederlands Lexicon en Grieks-Nederlands Lexicon)